# Clarisse Machanguana
Clarisse Machanguana est une basketteuse mozambicaine née le 4 octobre 1976 à Maputo. Elle a été élue l'une des trois meilleures joueuses de la décennie 1990 de l'Afrobasket.

## Carrière
Elle fait partie de l'équipe du Mozambique de basket-ball féminin avec laquelle elle participe aux championnats d'Afrique de basket-ball féminin 2007, 2011 et 2013. Elle représente également le Mozambique aux Jeux de la Lusophonie à Macao, en 2006, où l'équipe remporte la médaille d'or. Elle participe au tournoi qualificatif pour les Jeux olympiques de 2012 à Londres.
Elle entame sa carrière universitaire à la Old Dominion University, aux côtés de Ticha Penicheiro.
En club, elle joue au Brésil (1999-2000) aux Lasers de San José, puis elle joue aux Etats-Unis (WNBA de 1999 à 2002) après avoir été recrutée par Sparks de Los Angeles à la suite du Draft WNBA 1999.
Elle passe par l'Espagne (FC Barcelona en 2003), puis la France (Tarbes, Montpellier) et l'Italie, avant de finir sa carrière en 2013 au Desportivo Maputo.

## Palmarès
- Médaille d'or aux Jeux africains de 1991[4].
- Médaille d'or aux Jeux de la Lusophonie 2006[4]
- Médaille d'argent du Championnat d'Afrique de basket-ball féminin 2013